# Чорна меса (фільм)
«Чорна меса» (англ. Black Mass) — американський кримінальний фільм, знятий Скоттом Купером за сценарієм Джеза Баттерворта і Марка Меллаука на основі роману «Чорна меса: Правдива історія нечестивого союзу між ФБР і ірландською мафією» Діка Лера та Джерерда О'Ніла. У головних ролях — Джонні Депп, Джоел Едґертон, Бенедикт Камбербетч, Дакота Джонсон, Кевін Бейкон, Джессі Племенс, Пітер Сарсгаард та Корі Столл.
Фільм розповідає про життя відомого кримінального авторитета — ірландсько-американського гангстера Вайті Балджера. Основне знімання почали 19 травня 2015 року в Бостоні і закінчили 1 серпня того ж року. Прем'єра в Україні відбулася 29 жовтня 2015 року.
Українською Вайті Балджера (Джонні Деппа) дублював Андрій Самінін.

## У ролях
- Джонні Депп — Вайті Балджер
- Джоел Едґертон — Джон Конноллі
- Бенедикт Камбербетч — Вільям «Біллі» Балджер
- Дакота Джонсон — Ліндсі Сір
- Кевін Бейкон — Чарльз Макгуайр
- Джессі Племенс — Кевін Вікс
- Пітер Сарсгаард — Браян Галлорен
- Корі Столл — Фред Вайшек
- Сієна Міллер — Кетерін Грейг
- Девід Гарбор — Джон Морріс
- Рорі Кокрейн — Стівен «Стрілець» Флеммі
- Джуліанн Ніколсон — Маріенн Конноллі
- Джеймс Руссо — Скотт Гарріола
- Адам Скотт — Роберт Фіцпатрік
- Бред Картер — Джон Макінтайр
- В. Ерл Браун — Джонні Марторана
- Джуно Темпл — Дебора Гассі
- Білл Кемп — Джон Каллахан
- Джеремі Стронг — Джош Бонд (в титрах не зазначений)

## Виробництво

### Знімання
Основні зйомки почалися 27 травня 2015 року в Джорджії. Знімання тривало до кінця липня в округах Черокі, Клейтон, Декальб, Фултон, Ґвіннетт, Морґан і Пікенс.

## Випуск
30 червня 2015 року Warner Bros. призначила дату випуску фільму на 18 вересня 2015 року. Прем'єра фільму відбулась 4 вересня 2015 року у позаконкурсній секції на Венеційському кінофестивалі 2015. Також фільм був обраний для показу у секції «Спеціальні покази» на міжнародному кінофестивалі у Торонто 2015.

### Маркетинг
23 квітня 2015 року вийшов перший трейлер фільму, а 22 травня — другий. Третій трейлер вийшов 30 липня.